# Куковєров Олександр Олександрович
Олександр Олександрович Куковє́ров (нар. 26 лютого 1968, Свободний) — український актор театру. Заслужений артист України з 2016 року.

## Біографія
Народився 26 лютого 1968 року в селищі Свободний (нині Алтайський край, Росія). 1987 року закінчив Дніпропетровське театральне училище.
Упродовж 1991—1996 років працював у Чернігівському молодіжному театрі; з 1996 року — у Чернігівському українському музично-драматичному театрі імені Тараса Шевченка.

## Ролі
- Подкольосін («Одруження» Миколи Гоголя);
- Лукаш, Дон Жуан («Лісова пісня», «Камінний господар» Лесі Українки);
- Кайдаш («Кайдашева сім'я» за Іваном Нечуєм-Левицьким);
- Лопух («Циганка Аза» Михайла Старицького);
- Гриць («У неділю рано зілля копала» за Ольгою Кобилянською);
- Миловзоров («Без вини винні» Олександра Островського);
- Тузенбах («Три сестри» Антона Чехова);
- Деметрій, Князь («Сон літньої ночі», «Комедія помилок» Вільяма Шекспіра);
- Роберт («Французька вечеря» за Марка Камолетті);
- Граф Альмавіва («Божевільний день, або Весілля Фіґаро» П'єра Бомарше);
- Генрі Перкінс, Джон Сміт («Смішні гроші», «Тато в павутинні» Рея Куні);
- Кароль («Ідентифікація танго» за творами Славомира Мрожека, Ежена Йонеско, Федора Достоєвського).